# 凯撒施图尔山麓里格尔
凯撒施图尔山麓里格尔（德語：Riegel am Kaiserstuhl，發音：[ˈʁiːɡl̩ ʔam ˈkaɪzɐʃtuːl]）是德国巴登-符腾堡州弗赖堡行政区埃门丁根县的市镇，面积18.33平方千米，2023年12月31日人口为4,153人。